# Sony Alpha

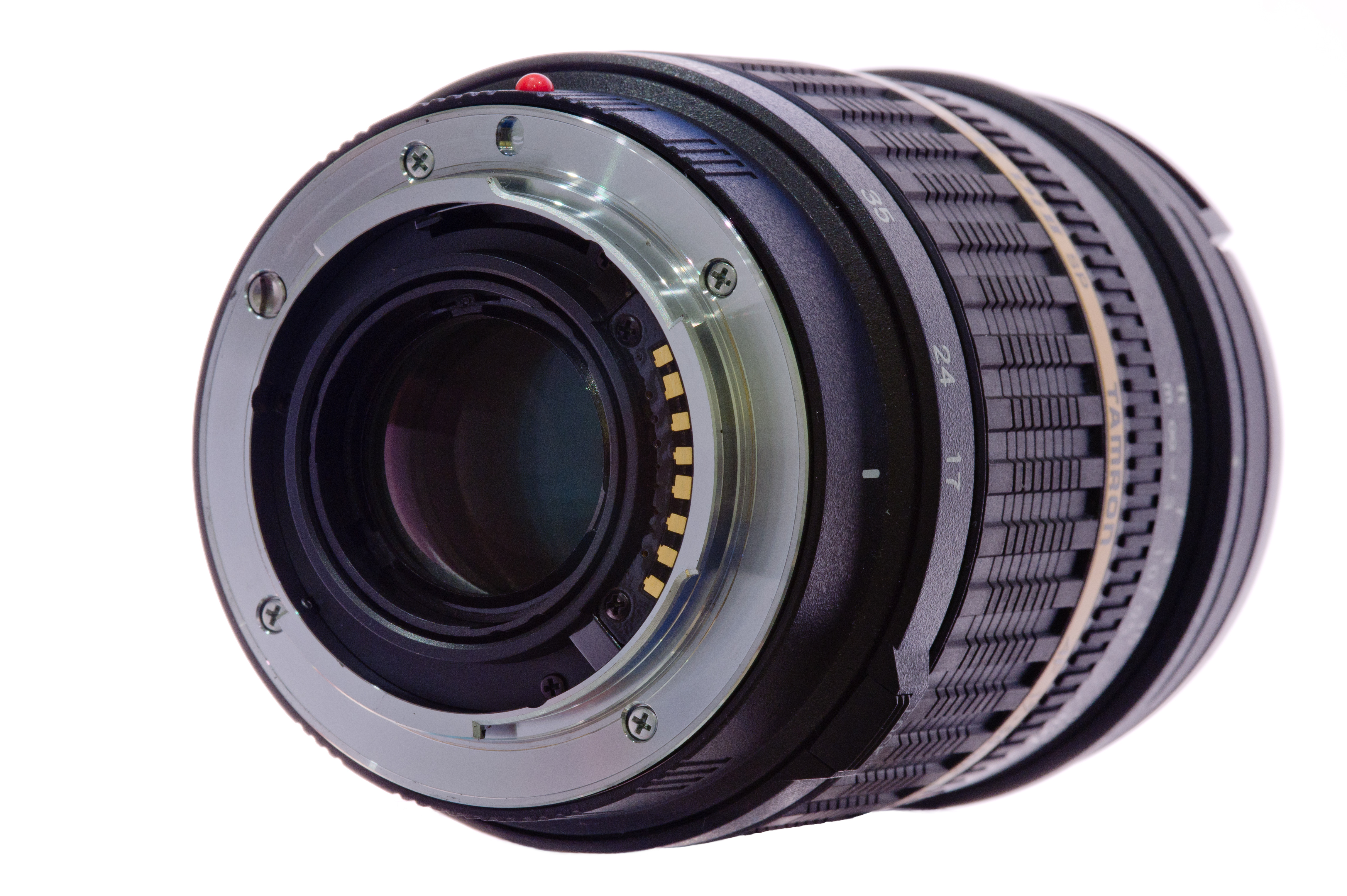
Ống kính Tamron SP 17-50mm F2.8 ngàm A

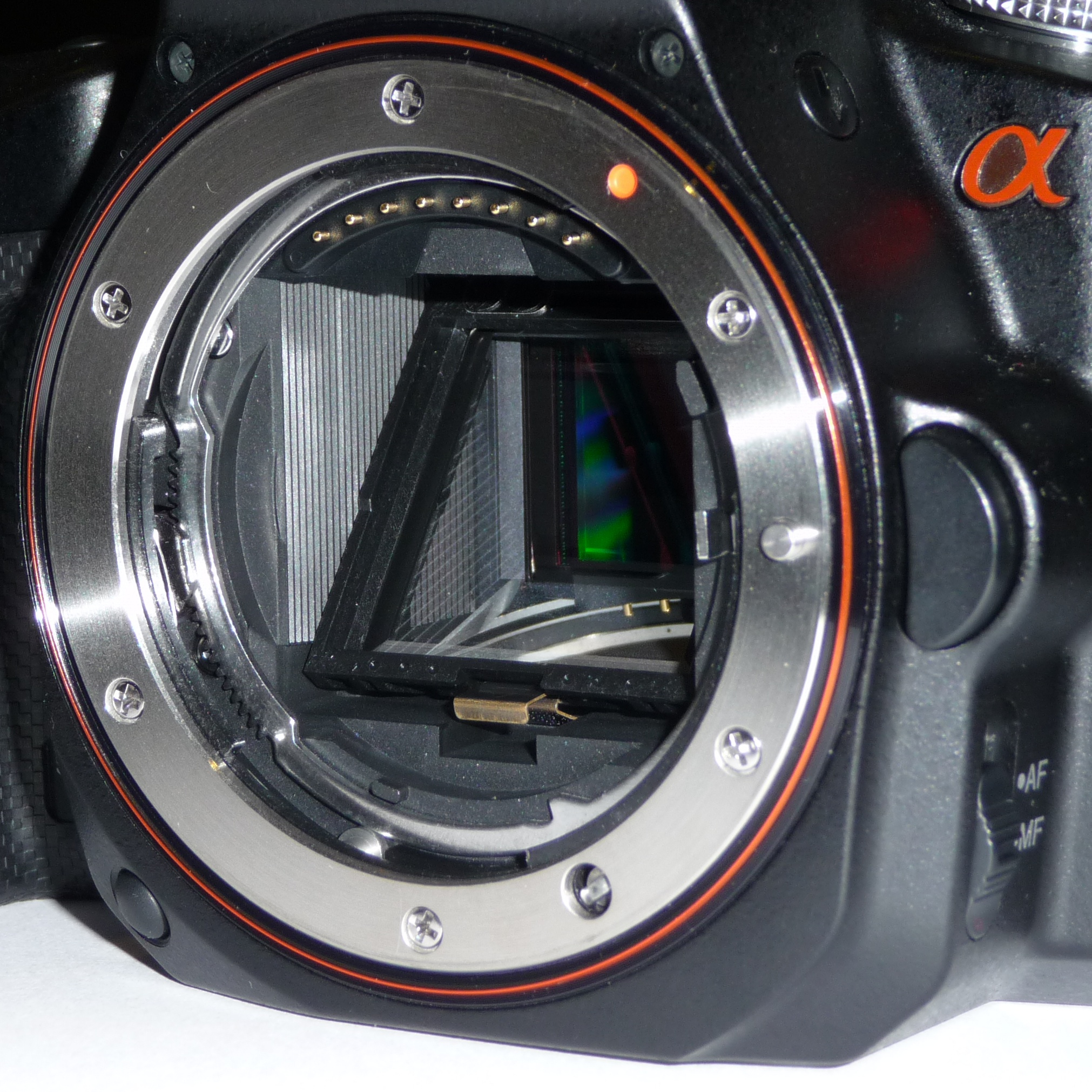
Ngàm A trên thân máy Sony α33

Sony Alpha hay Sony α (alpha trong bảng chữ cái tiếng Hy Lạp) là dòng sản phẩm máy ảnh DSLR và SLT được Sony công bố vào ngày 5 tháng 6 năm 2006. Sony α được thành lập và mở rộng dựa trên công nghệ máy ảnh của Konica Minolta và hệ thống ngàm ống kính của Minolta AF. Sony sở hữu 11.08% cổ phần của Tamron, công ty ống kính máy ảnh Nhật Bản đang hợp tác sản xuất với Sony và Konica Minolta.
Trước Sony, Minolta đã sử dụng thương hiệu α cho hệ thống máy ảnh AF của họ tại thị trường Nhật Bản ("Dynax" tại châu Âu, "Maxxum" tại Bắc Mỹ). Khi thành lập Sony Alpha, Sony cũng giữ lại hệ thống ngàm ống kính đã được Minolta sử dụng ("ngàm A").
Sony tham gia vào thị trường máy ảnh DSLR từ tháng 7 năm 2005, bắt đầu với sự kiện công ty này liên doanh với Konica Minolta. Từ 2006 đến 2008, Sony là công ty phát triển nhanh nhất trên thị trường DSLR, đạt 13% thị phần trong năm 2008 và trở thành công ty DSLR lớn thứ ba trên thế giới. Tháng 5 năm 2010, Sony giới thiệu hai máy ảnh ống kính rời không gương lật Alpha NEX và hệ thống ngàm E. Tháng 8 năm 2011, Sony xác nhận đang sản xuất các máy ảnh full-frame.

## Thân máy ảnh

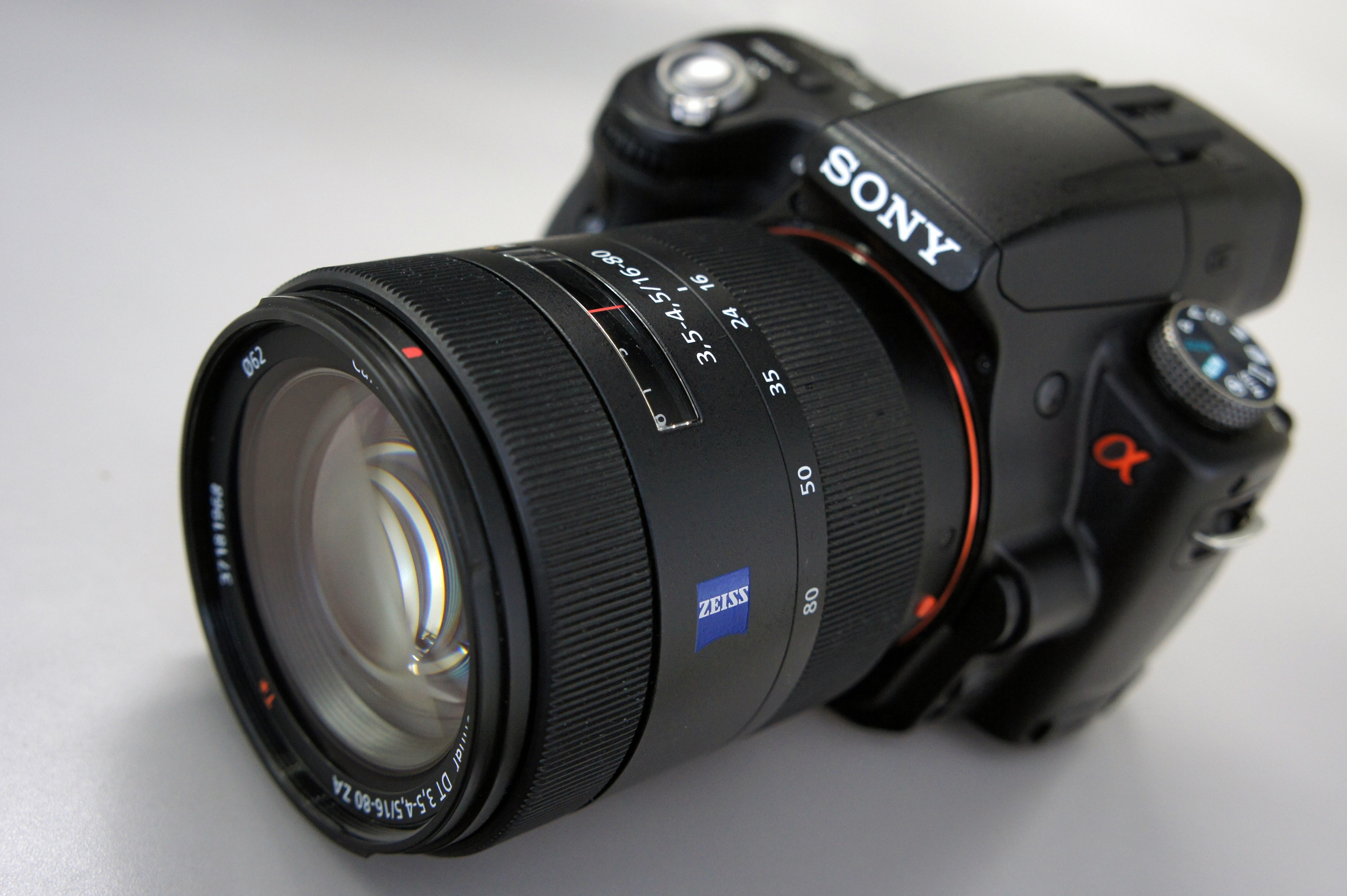
Sony α55 và ống kính Sony Zeiss 16-80mm f/3.5-4.5

Các máy ảnh Sony Alpha được thiết kế và sản xuất theo nguyên tắc, mẫu máy cao hơn trong dòng sản phẩm thì có thêm tính năng so với mẫu bên dưới, ví dụ mẫu Alpha 330 có các tính năng của Alpha 230 nhưng có thêm màn hình LCD xoay và chức năng "Quick AF Live View"; trong khi Alpha 380 có các tính năng của Alpha 330 nhưng tăng độ phân giải lên 14.2 megapixel.
Tất cả các máy DSLR cảm biến APS-C của Sony, trừ dòng Alpha 100, Alpha 200 và Alpha 700, đều có tính năng "Live View" (xem trực tiếp). Chế độ Live View có tính năng "1.4x/2x Smart Teleconverter" cho phép phóng to khung hình đồng thời giảm độ phân giải hình theo tỉ lệ 1:1, mà không làm giảm chất lượng của hình.
Máy ảnh "SLT" ("Single Lens Translucent" - ống kính đơn mờ) là máy ảnh có gương bán mạ cố định, cho phép một phần ánh sáng đi qua gương để đến cảm biến ảnh, phần còn lại được phản xạ đến cảm biến lấy nét của máy. Các máy Sony SLT có thể quay phim Full HD 1080p AVCHD với hệ thống lấy nét tự động liên tục theo pha.

## Ống kính và kính chuyển đổi tele
Máy ảnh Sony sử dụng hệ thống ngàm A là hệ thống tự động lấy nét đầu tiên trên thế giới, được Minolta giới thiệu năm 1985. Nhờ sử dụng ngàm này, tất cả các ống kính Minolta AF đều hoạt động được trên các máy DSLR của Sony, và nhiều ống kính Sony có thể hoạt động trên máy ảnh phim và máy DSLR của Minolta.
Vào thời điểm ra mắt dòng sản phẩm Alpha năm 2006, Sony cũng công bố 19 ống kính và 2 kính chuyển đổi tele, phần lớn dùng lại các thiết kế ống kính của Konica Minolta.
Ngày 18 tháng 5 năm 2009, Sony giới thiệu ống kính ngàm A đầu tiên có sử dụng công nghệ "SAM" ("Smooth Auto-focus Motor" - motor tự động lấy nét mượt mà) với motor tự động lấy nét đặt trong ống kính để tăng tốc độ lấy nét của các ống kính.

### Các thiết kế
| DT  | "Digital Technology"     | Các ống kính chỉ dành cho máy ảnh với cảm biến APS-C hay Super-35mm. Không sử dụng được trên các máy ảnh full-frame 24x36mm.                                                   |
| G   | "Gold"                   | Dòng ống kính cao cấp của Sony. |
| ZA  | "Zeiss Alpha"            | Các ống kính được thiết kế và sản xuất bởi Carl Zeiss cho máy ảnh Sony Alpha.                                                                                                  |
| SSM | "SuperSonic Motor"       | Các ống kính sử dụng motor siêu âm. Có thể sử dụng chế độ lấy nét thủ công khi dùng trên các máy ảnh không hỗ trợ SSM (các máy phim của Minolta được sản xuất trước năm 2000). |
| SAM | "Smooth Autofocus Motor" | Các ống kính sử dụng motor lấy nét trong. Được hỗ trợ bởi các máy ảnh hỗ trợ ống kính SSM.                                                                                     |